# Peștera Banja stijena
Peștera Banja stijena (în sârbă Бања стијена, cu alfabet latin: Banja stijena, în bosniacă Mračna Pećina, în traducere Peștera întunecată), denumită și Banj stijena sau Ban stijena, este o formațiune carstică situată în defileul râului Prača, în apropierea satului Banja Stijena, comuna Rogatica din Republica Srpska, Bosnia și Herțegovina. Peștera Banja Stijena este o rezervație geologică specială. Conform clasificării IUCN a ariilor naturale protejate, peștera este încadrată în categoria a III-a — monument al naturii.
Intrarea în peșteră se află la o altitudine de 597 de metri, cu aproximativ 50 de metri deasupra râului Prača, iar lungimea totală a galeriilor peșterii este de aproximativ 1.200 de metri. Coordonatele din grila Gauss-Kriger sunt x-4848,0 N, y-6571,46 E. Lungimea totală a galeriilor peșterii este de aproximativ 1.200 de metri. Este situată lângă peștera Govještica, care are aproximativ 9.870 de metri lungime și este cea mai lungă peșteră explorată din Bosnia și Herțegovina. 
În peșteră se găsesc specii endemice și relicte de insecte rupestre: Anophthalmus kauitianus, Pholeuonopsis setipennsis, Bathuscia kanti, dar au fost găsite și rămășițe de urs de peșteră (Ursus spelaeus). Peștera se află sub protecția Institutului pentru Protecția Patrimoniului Cultural, Istoric și Natural al Republicii Srpska și reprezintă un monument al naturii. La data de 1 aprilie 2021, zona defileului râului Prača, cu o suprafață totală de 4.067,89 hectare și care include peșterile Banja Stijena și Govještica, a fost declarată Arie Naturală Protejată de categoria a V-a, sub denumirea de Parcul Național Prača (WDPA ID: 555737292).

## Geomorfologie
Peștera s-a format în urma eroziunii rocilor carbonatice în triasicul mijlociu. Pe baza analizei morfologice și a cercetărilor speologice efectuate în peștera Banja stijena, s-au evidențiat următoarele componente morfologice principale:
- galerie de intrare,
- galerie principală,
- sistem de galerii mici, secundare.

Măsurătorile efectuate au indicat o diferență de nivel relativ redusă între galeria principală și cea de intrare. Galeria de intrare, un culoar îngust, de 15 metri lungime, a fost lărgită pe alocuri până la un profil de aproximativ 1 m² și conduce către prima sală, cea mai mare din întregul sistem subteran din peștera Banja Stijene. Aceasta are aproximativ 40 de metri lungime, 10 metri lățime și o înălțime până la tavan de 6-8 metri. În această sală se afla intrarea inițială în peșteră, care de-a lungul timpului a fost îngropată de depozite de pământ. De la capătul galeriei de intrare până în prima sală, diferența de nivel este de aproximativ 8 metri. De acolo, galeria principală a peșterii este în mare parte orizontală, cu excepția ultimei părți. Există și câteva galerii laterale. 
Culoarea dominantă din peșteră este gri-roșcat, iar formele spectaculoase din calcit alb pur sunt, de asemenea, comune. În cele mai îndepărtate părți există un mare lac subteran. Graffiti sub formă de semnături ale vizitatorilor austrieci, datând de la începutul secolului trecut, pot fi văzute în zone îndepărtate ale peșterii.
Lungimea totală a galeriilor peșterii este de aproximativ 1.200 de metri. Cercetări de la sfârșitul secolului trecut au stabilit că cele mai lungi galerii din peștera Banja Stijena se extind până în apropierea peșterii Govještica (aflată la o distanță de aproximativ 400 de metri) cu care pare că se intersectează. Intrarea în peșteră a fost lărgită artificial și protejată de o poartă metalică. 
Peștera este foarte bogată în tot felul de formațiuni minerale rupestre: stalagmite, stalactite, coloane, săli mari de-a lungul pereților coridorului, draperii și bazine de travertin, dar și așa-numitul „lapte de peșteră”, un ornament de peșteră foarte rar, sub forma unei paste albe lipicioase. Mecanismul apariției acestui tip de fenomen acumulativ nu a fost încă pe deplin elucidat. De asemenea, peștera constituie un sit paleontologic valoros și un habitat pentru câteva specii endemice și relicte.
Pe baza regulamentului de clasificare a bunurilor naturale și în conformitate cu recomandările Consiliului Național de Patrimoniu Geo al Republicii Srpska și ale Asociației Europene pentru Conservarea Patrimoniului Geologic (Progeo), apreciind că principalele caracteristici ale peșterii Banja stijena, conform majorității criteriilor, au un rang înalt pe scara de evaluare pe trei niveluri, s-a propus clasificarea peșterii Banja stijena ca bun natural de mare importanță, adică un bun natural de categoria a II-a - obiect de geopatrimoniu de importanță națională.

## Turism
Peștera Banja stijena a fost printre primele care au fost amenajate pentru vizitare turistică. Interesul care a existat în trecut pentru această peșteră este evidențiat în primul rând prin numărul de semnături lăsate de vizitatori pe pereții peșterii, în special în sala centrală, începând din vremea Imperiului austro-ungar. Primele eforturi de introducere a acestei peșteri în circuitul turistic datează din perioada interbelică, atunci având loc și primele măsurători efectuate cu un teodolit într-o peșteră din Bosnia și Herțegovina, dar o abordare serioasă a dezvoltării turistice a avut loc abia în anii șaizeci ai secolului XX. În prezent, peștera se află pe ultimul loc în ceea ce privește potențialul turistic pe care îl oferă, din cauza nesiguranței accesului vizitatorilor către peșteră, întrucât întreaga zonă din jurul peșterii a fost minată în ultimul război.

## Galerie foto

Imagini din peștera Banja stijena
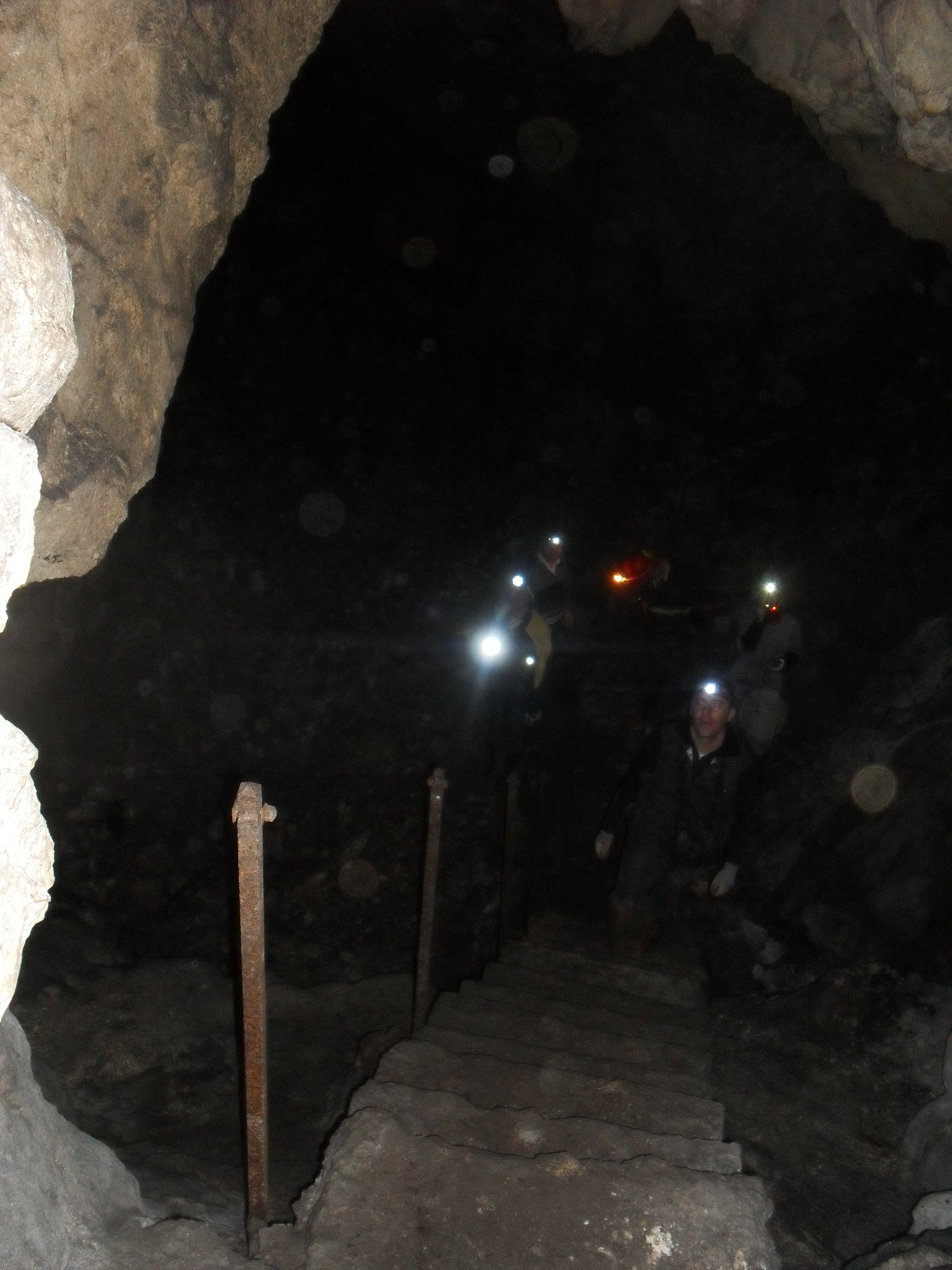
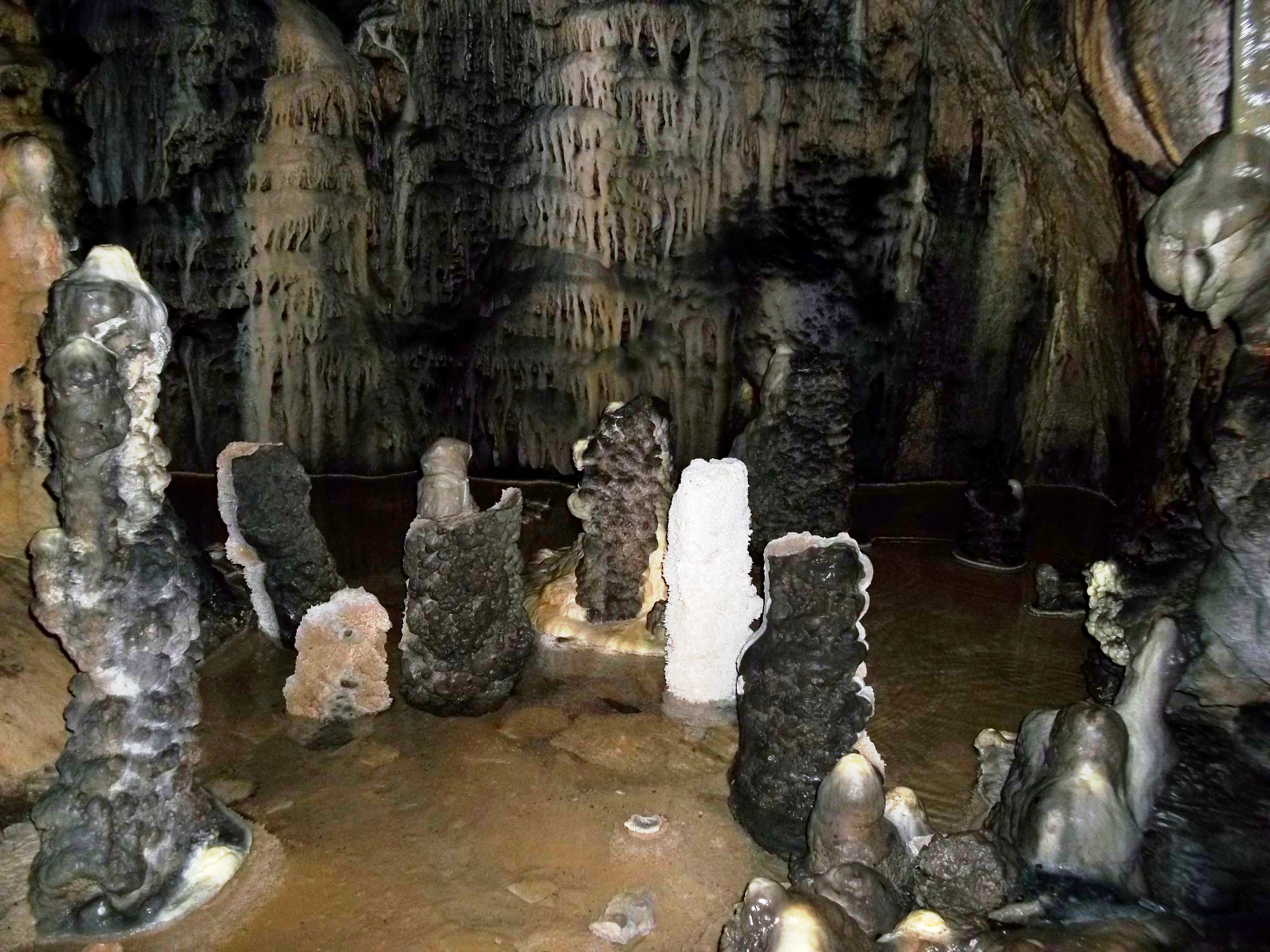
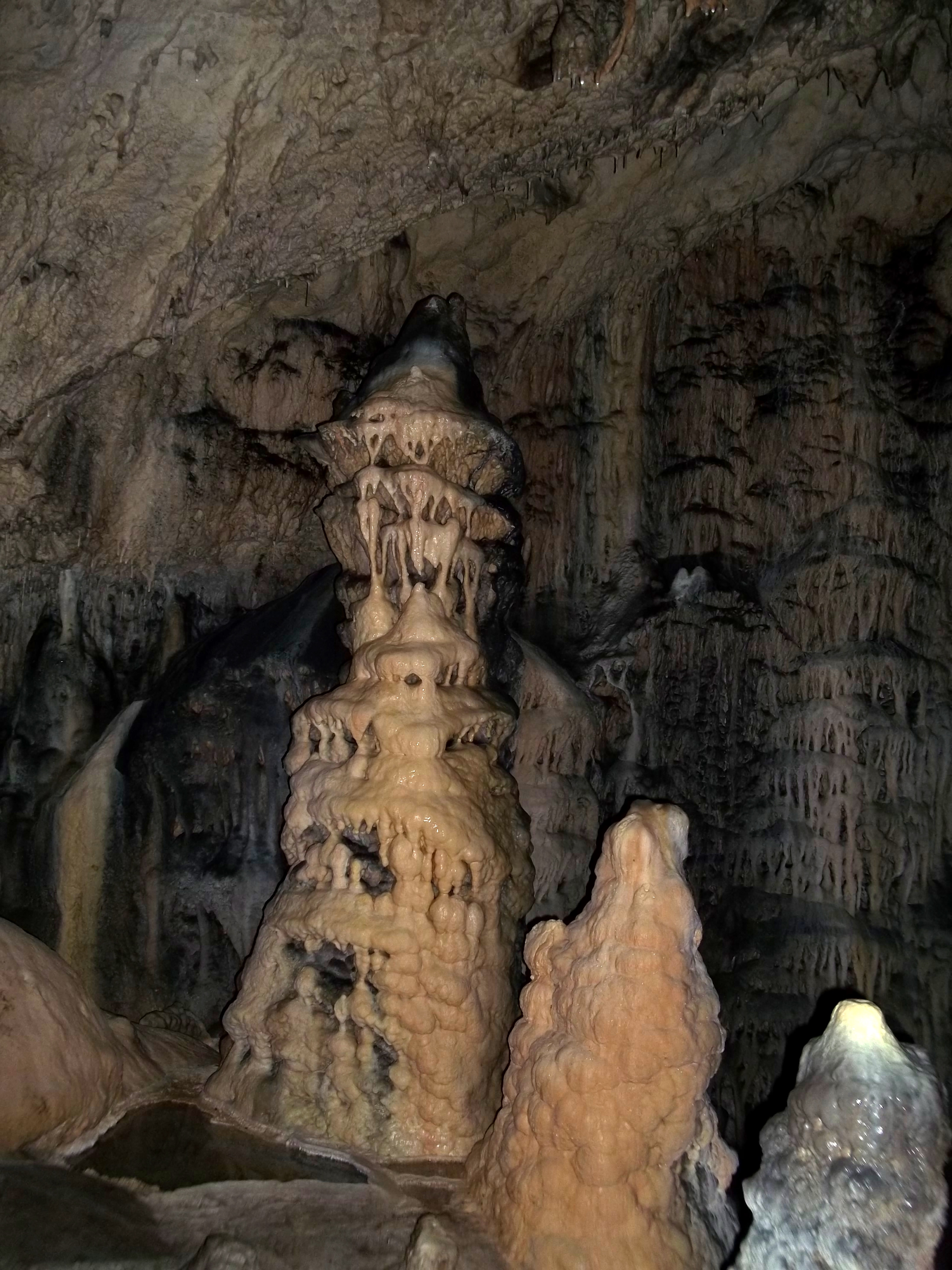
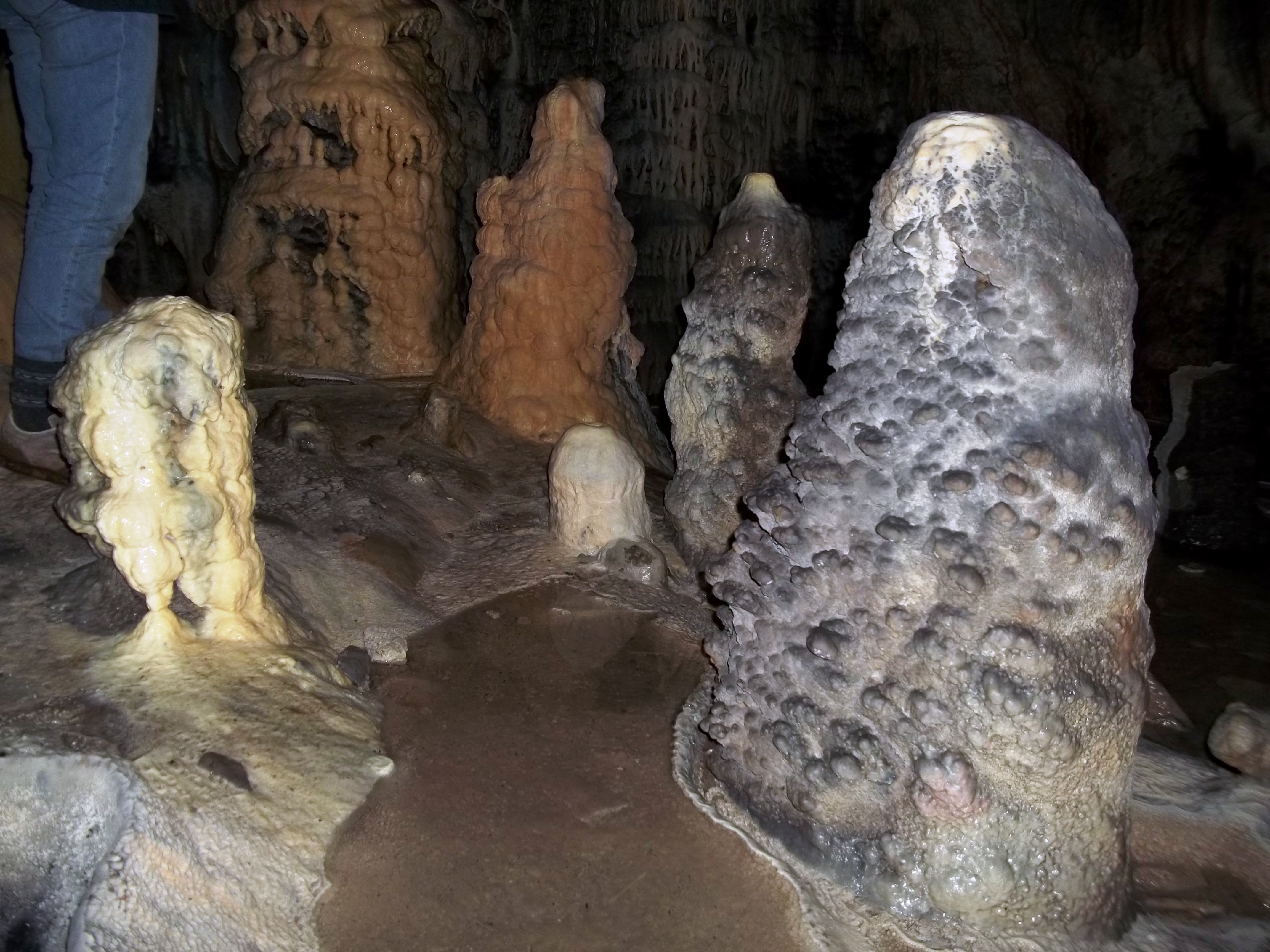
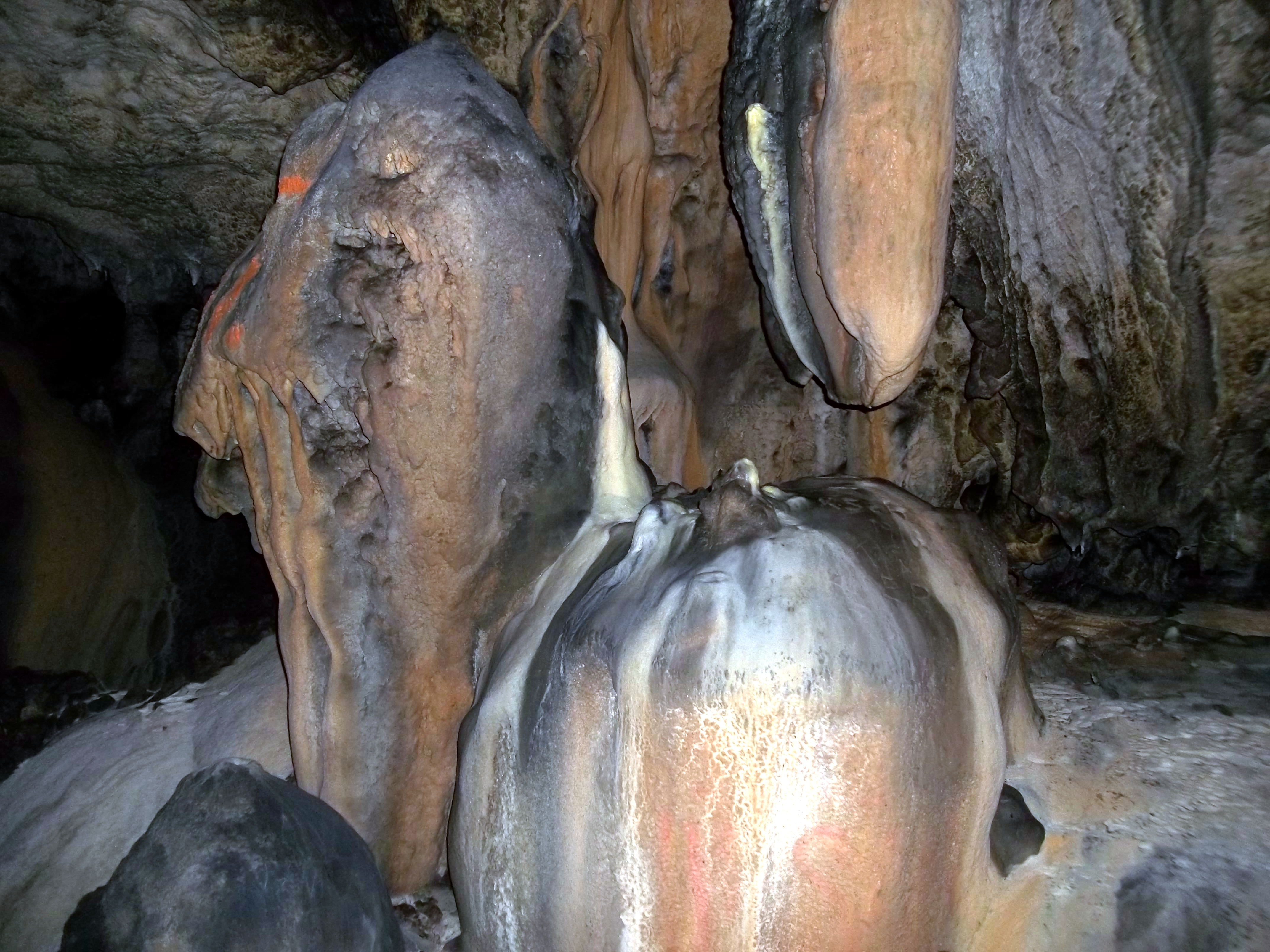
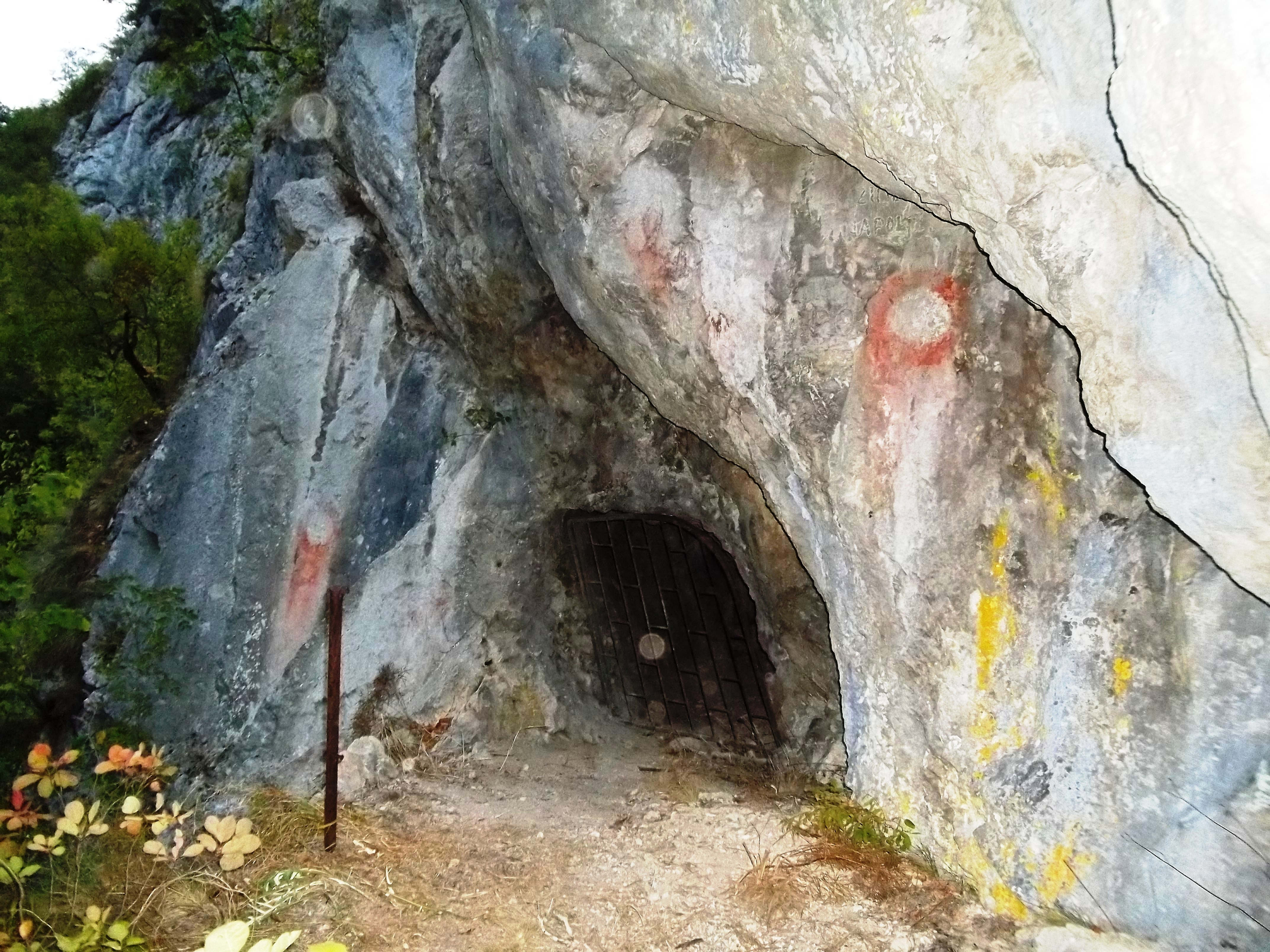